# Kiemplant
Een kiemplant is een jonge plant (sporofyt), die zich ontwikkelt uit het embryo in het zaad. De ontwikkeling van de kiemplant begint met de kieming van het zaad. Zodra het eerste ware blad tevoorschijn komt, wordt de kiemplant een zaailing genoemd.

## Verscheidenheid
Een kiemplant van de tweezaadlobbige bestaat uit de kiemwortel, het hypocotyl (het stengeldeel onder de zaadlobben) en de zaadlobben.
Bij een eenzaadlobbige kiemplant komt als eerste een soort buisje, het coleoptyl, boven de grond. Hierin zit het eerste blaadje. Grasachtigen zoals granen en maïs zijn voorbeelden van eenzaadlobbigen. Ook planten als lelies, orchideeën, tulpen en narcissen behoren tot deze groep van planten. Kiemplanten van orchideeën hebben helemaal geen zaadlobben en worden daarom wel acotyledonen genoemd.
Naaktzadigen hebben kiemplanten met een gevarieerde bouw. Zo kunnen kiemplanten van Pinus-soorten tot twintig zaadlobben hebben.

Voorbeelden van kiemplanten
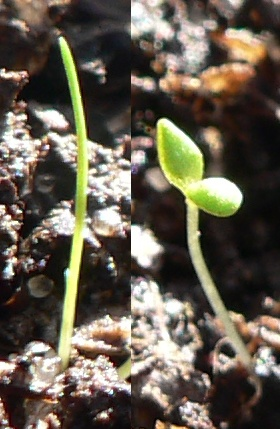
Monocotyle (links) en dicotyle (rechts) kiemplant
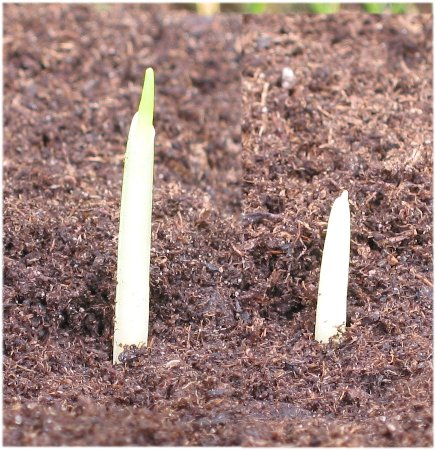
Maïskiemplant met rechts het coleoptyl. Links komt het eerste blaadje door het coleoptyl naar buiten
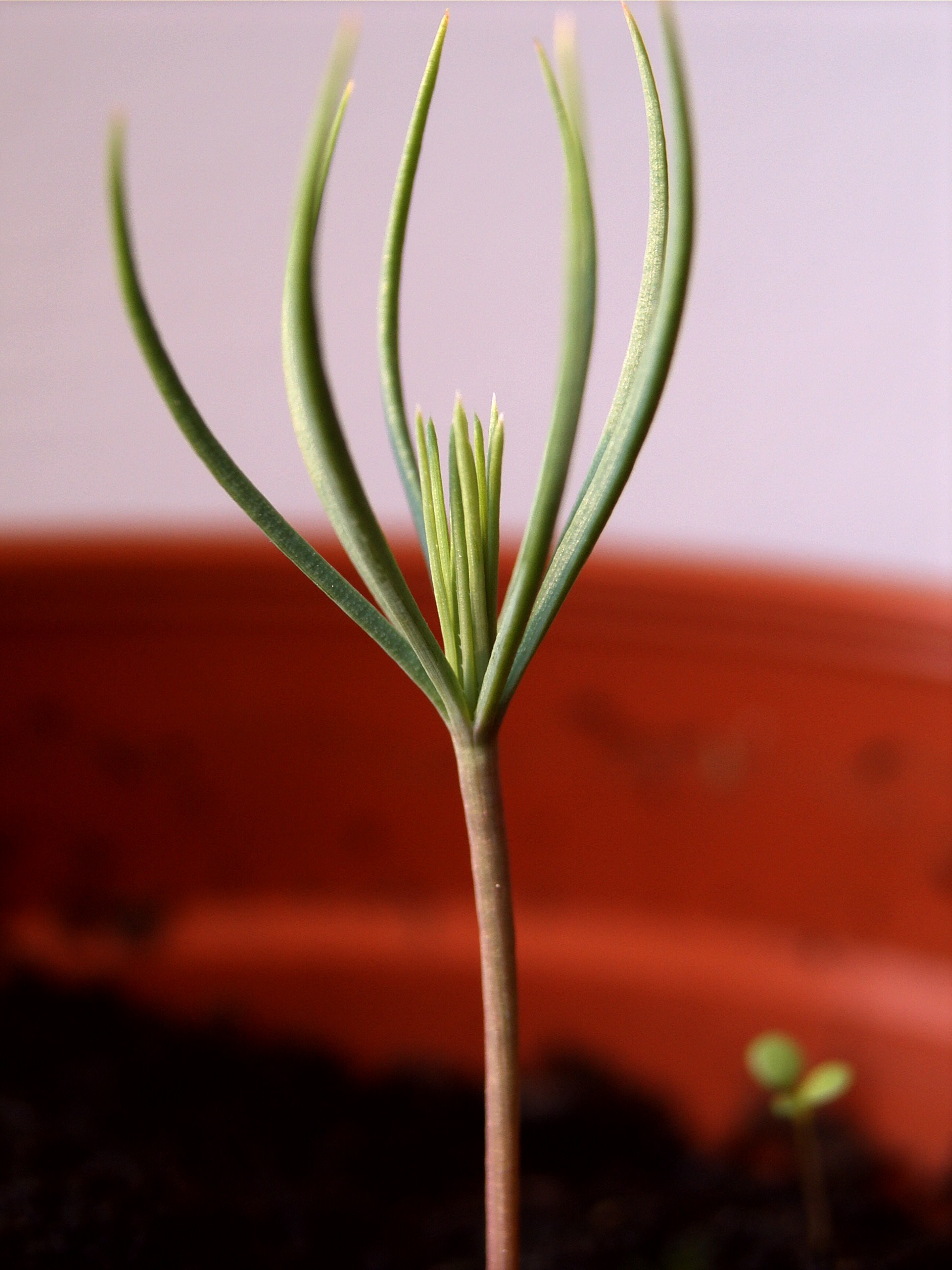
Kiemplant van de aleppoden